# Joseph B. Strauss
Joseph Baermann Strauss (Cincinnati (Ohio), 9 januari 1870 - Los Angeles (Californië), 16 mei 1938) was een Amerikaanse ingenieur en ontwerper.

## Biografie
Hij werd geboren in Cincinnati in Ohio op 9 januari 1870 uit een artistiek gezin. Zijn vader was een schilder en schrijver, en zijn moeder was een pianiste. Hij studeerde af aan de universiteit van Cincinnati. Strauss werd assistent van bruggenbouwer Ralph Modjeski en richtte in 1904 zijn eigen bedrijf op. Hij liet het leven op 16 mei 1938. Hij werd 68 jaar.

## Bruggen

### Longview Bridge

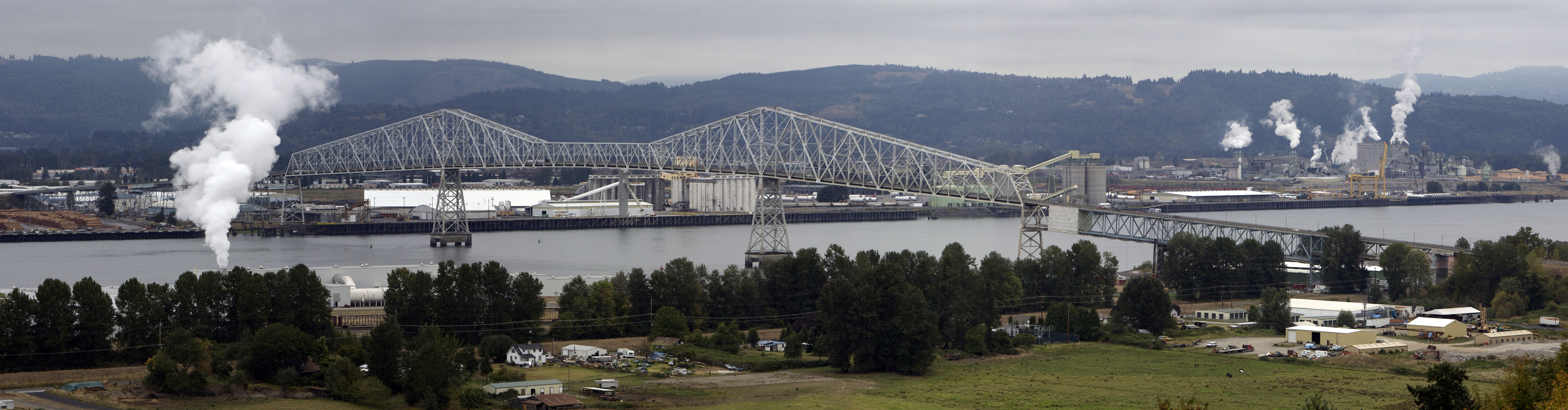
Longview Bridge of Lewis and Clark Bridge

De Longview Bridge is een van zijn ontwerpen. De brug verbindt de staten Oregon en Washington en werd in maart 1930 voor het verkeer geopend. Om de zeeschepen niet te hinderen in de vaart naar Portland, ligt het dek van de brug ruim 60 meter boven de waterspiegel, voldoende om de snelle klippers met de hoge masten niet te hinderen. Met een lengte van 2,5 kilometer was het destijds de langste cantileverbrug in de Verenigde Staten. Het is de enige brug over de Columbia tussen Astoria en Portland. In 1980 werd de naam gewijzigd in Lewis and Clark Bridge.

### Golden Gate Bridge
Strauss is vooral bekend door zijn bijdrage bij de bouw van de Golden Gate Bridge. Hij was hoofdingenieur en werd bij zijn taak geholpen door Charles Alton Ellis. De architect van de brug was Irving Foster Morrow. Toen Charles Ellis meer aandacht in de media kreeg, ontsloeg Strauss hem op staande voet en zijn naam mocht niet vernoemd worden inzake de bouw van de Golden Gate Bridge. Ellis' vervanger werd Clifford Paine. Ook hij kreeg meer aandacht in de media dan Strauss zelf, dus besloot Strauss dat ook Clifford nergens vernoemd mocht worden. Zijn naam is enkel te zien op een herdenkingsplaat op  de San Francisco toren. Ondanks het feit dat Strauss de belangrijkste bijdrage leverde bij de bouw van de brug, kreeg hij veel negatief commentaar door zijn egoïsme.
- Gemeinsame Normdatei: 117567432X
- International Standard Name Identifier: 0000 0000 4897 7700
- Library of Congress Control Number: no2004077761
- Bibliotheek van het Japanse parlement: 00994143
- Nationale Bibliotheek van Israël: 987007290374305171
- SNAC: w6dj66wg
- Union List of Artist Names: 500475948
- Virtual International Authority File: 39091627
- WorldCat: E39PBJjMBvRXv6CbqXp4D6RVG3